# Jacqueline Alex
Jacqueline Alex (ur. 1 grudnia 1965 w Zwickau) – była wschodnioniemiecka pływaczka, specjalizująca się w stylu motylkowym.
W 1985 wywalczyła tytuł mistrzyni Europy w Sofii na dystansie 200 m stylem motylkowym.
Po zakończeniu kariery sportowej założyła własną firmę i pracuje jako fizjoterapeutka.